# Elcat Cityvan
Elcat Cityvan – elektryczny samochód dostawczo-osobowy typu kei van produkowany pod fińską marką Elcat w latach 1990–2002.

## Historia i opis modelu

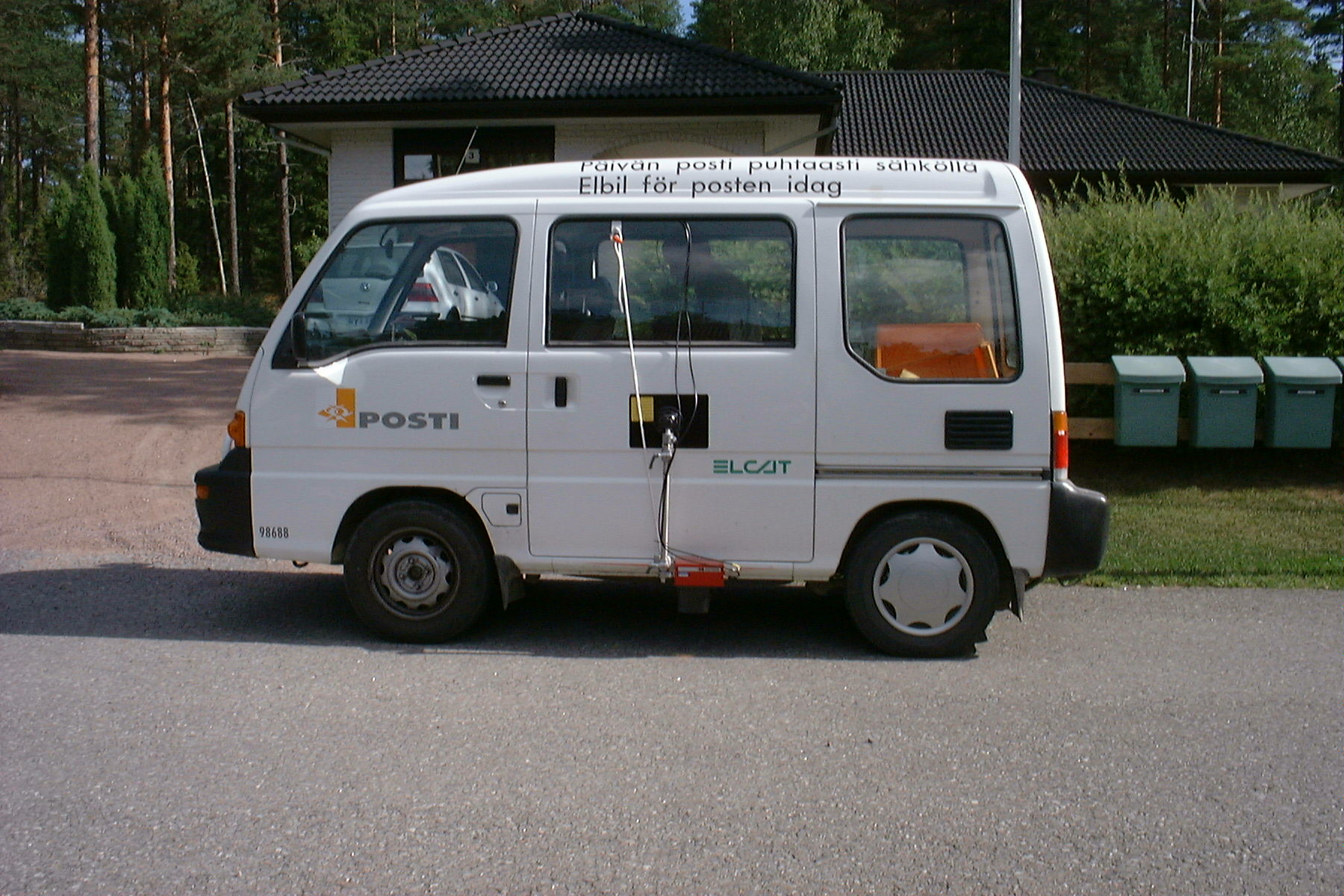
Elcat Cityvan – sylwetka

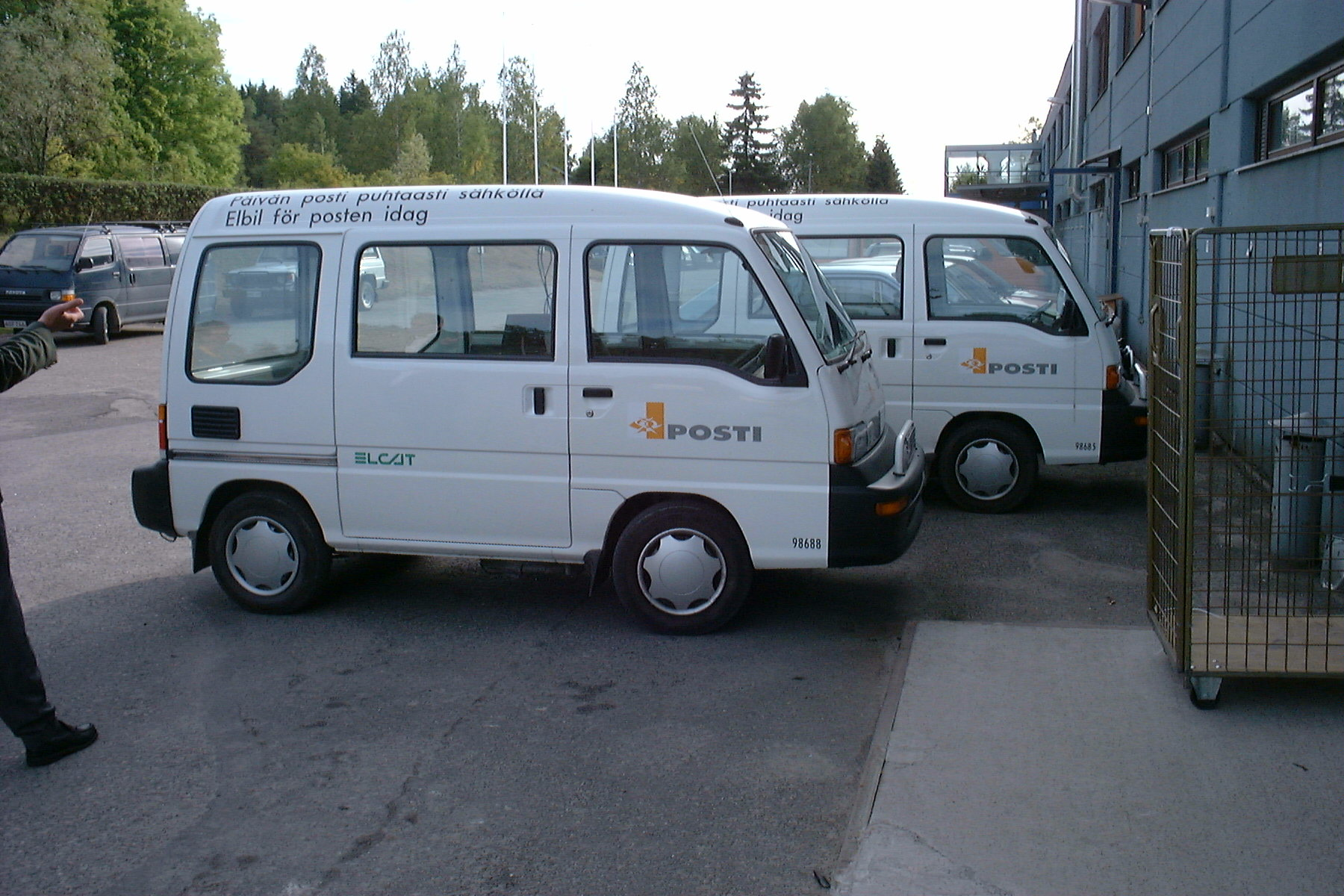
Elcat Cityvan – flota fińskiej poczty

W 1985 roku fińskie przedsiębiorstwo Elcat nawiązało współpracę z japońskim Subaru, planując rozwój elektrycznych samochodów opartych na technologii produkowanego przez firmę kei vana Sambar. Po trwających 5 lat przygotowaniach przedstawiono w 1990 roku model Cityvan, który pod kątem wizualnym zachował minimalne różnice względem japońskiego odpowiednika.
Elcat Cityvan wraz z odmianą o nazwie Citywagon wyróżniał się głównie oznaczeniami producenta, a także portem ładowania akumulatora umieszczonym w błotniku. Producent nie zdecydował się też na konwersję na potrzeby rynku prawostronnego, pozostawiając oryginalny układ dostosowany do obowiązującego w Japonii ruchu lewostronnego.

### Sprzedaż
Produkcja modeli Cityvan i Citywagon trwała łącznie 12 lat, trwając od 1990 do 2002 roku. W ciągu tego okresu Elcat przekonwertował ok. 200 sztuk spalinowych Sambarów na samochody w pełni elektryczne, a głównym odbiorcą usług przedsiębiorstwa była państwowa fińska korporacja pocztowa używająca elektrycznych kei vanów głównie do rozwozu listów.

### Dane techniczne
Elcat zastąpił spalinowy napęd Subaru w pełni elektrycznym układem, z silnikiem pozwalającym na rozpędzenie się maksymalnie do 90 km/h. Akumulator kwasowo-ołowiowy umożliwił na przejechanie w cyklu mieszanym na maksymalnie ok. 110 kilometrów, z czego uzupełnienie akumulatora do 100% zajmuje od rozładowania ok. 5 godzin.